# La Momia (luchador de catch)

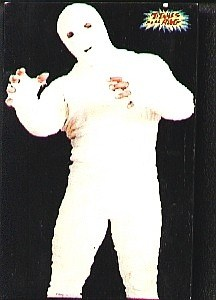
Juan Manuel Figueroa en el traje de La Momia

La Momia es un personaje de la lucha libre argentina, surgido en la década de los 60s dentro de la franquicia de Titanes en el Ring. Es apodado "el luchador sordomudo".
Juan Manuel Figueroa, instructor de pesas y exluchador profesional, fue quien interpretó al personaje durante más tiempo.

## Historia
La Momia surge en la década de los 60s como creación de Martín Karadagián, dentro de uno de los ciclos del programa de su autoría, Titanes en el Ring.
El origen de La Momia se da de manera indirecta ante la aparición de otro personaje enigmático llamado "El hombre de la barra de hielo".
Durante una pelea en el ring, en la que participaba el luchador Rubén Peucelle ("El Ancho"), se rompe una de las cuerdas del cuadrilátero y Peucelle recibe una contunsión en una rodilla al caer del ring. Debido a la contextura física de los luchadores, que sobrepasaban los 120 kg, cada movimiento podía resultar peligroso y debía de estar coordinado.
En ese momento Karadagian, que estaba siempre en el control junto al director, mandó a uno de sus auxiliares a buscar hielo para atender la contusión del luchador. El asistente pasó delante de las cámaras con una barra de hielo, en medio de la lucha. El relator Jorge Di Sarli comenzó a hacer preguntas al aire como “¿Quién es ese hombre?  ¿De dónde salió?” generando un clima de misterio.
En una clásica reunión de los lunes, un arquitecto amigo de Karadagian le preguntó por ese episodio y el campeón armenio le respondió que "el hielo era para enfriar a La Momia". A partir de ese momento comenzó la historia tanto del "El hombre de la Barra de Hielo" como de La Momia.
En los '60s La Momia fue interpretado por Iván Kowalski. Luego a comienzo de los ’70s, fue Juan Enrique Dos Santos, el primer Gitano Ivanoff, el encargado de darle vida al personaje, y a partir de ahí se convierte una estrella. Juan Enrique Dos Santos muere posteriormente en accidente automovilístico, pasando La Momia a manos del luchador Juan Manuel Figueroa quien interpreta al personaje desde 1975 hasta el 2001.

## Controversia
Ante el surgimiento de otras personas que mediáticamente aseguraban haber interpretado a La Momia en Titanes en el Ring, generando escándalos y controversias en los medios, en 1997 Paulina Karadagián, hija de Martín Karadagián reveló la verdadera identidad de La Momia en el programa "Paparazzi" conducido por Jorge Rial. Paulina se presentó junto a La Momia y otros personajes como Julio César y el indio Machuca La Hiena. El hombre detrás de la máscara era Juan Manuel Figueroa, quien era popularmente conocido por otro de sus personajes de catch, El Olímpico, al que realizaba a cara descubierta. Durante varios ciclos televisivos, los luchadores ingresaban a escena a través de un pórtico adornado con una gigantesca silueta de El Olímpico, resultando paradójico y anecdótico, que los televidentes se preguntaran quién estaba detrás de la máscara de La Momia, mientras que sin saberse públicamente, la verdadera identidad del personaje se encontraba a la vista de todos.

## Características
Al igual que muchos otros personajes de Titanes en el Ring, La Momia tenía su propio jingle de presentación, cuando era anunciado para salir a luchar. En dicho jingle quedaban establecidas las características del luchador.
"La Momia, luchador sordo mudo, es más fuerte que el acero, es el paladín de la justicia,
La Momia, protege a los buenos, castiga a los malos, y quiere a los niños muy tiernamente,

La Momia es justiciera, La Momia, La Momia..."
En efecto, La Momia tenía incorporados varios elementos de las películas de terror protagonizadas por Boris Karloff, Lon Chaney jr y Christopher Lee en los roles homónimos. Se caracterizaba por su lento andar, por ser resistente a los golpes, no caer fácilmente y por haberse retirado invicto al final de cada certamen.
Durante uno de los ciclos televisivos de Titanes en el Ring, se llevó a cabo una puesta en escena donde La Momia llegaba al puerto de Buenos Aires, Argentina embalada en un cajón procedente de El Cairo. El evento contó con la participación de unos 8.000 espectadores en su mayoría público infantil.
Como contrapartida surgieron posteriormente otros personajes antagonistas a La Momia, como La Momia Negra y El Androide entre otros.

## Poderes y habilidades
La Momia posee fuerza sobrehumana, gran resistencia a los golpes, es prácticamente invulnerable, no cae fácilmente y con un solo golpe puede derrotar a su oponente.
Pese a su fortaleza, resistencia y el haberse retirado invicto de los certámenes de catch, la Momia no es completamente inmune y tiene cierta debilidad ante armas como las descargas eléctricas del Androide, el tridente de Poseidón o los golpes dados en la espalda por Martín Karadagián, los cuales pueden desestabilizarlo temporalmente, aunque no logren derrotarlo.

## Enemigos de la Momia
- La Momia Negra, luchador también llamado "la momia boxeadora"[16] por sus golpes y movimientos pugilísticos. Se trataba de una momia con los vendajes de color negro y guantes de boxeo al que al igual que su némesis, se le fuera a buscar a su llegada desde Egipto al puerto de Buenos Aires. Sus movimientos eran más ágiles y siempre perdía frente a La Momia.[17] El personaje era interpretado por el luchador Rubén Peucelle.[18][19][20][21]

- El Androide. Es una maquinaria de combate, un humanoide creado por el profesor Demetrius que venía a acabar con todos los titanes.[22]

El Androide al igual que La Momia, era invencible y durante el ciclo de 1982 permanece invicto hasta que La Momia lo desafía a una lucha que se llevaría a cabo en el estadio Luna Park, donde se impondría La Momia en una segunda lucha de desempate, luego de provocarle al Androide diversos cortocircuitos.
- Martín Karadagián, el campeón de Titanes en el Ring se enfrentó en varias ocasiones a La Momia y siempre las peleas terminaban en empate.[17]

Otros enemigos menos populares fueron El Faraón y Titanbot.

## Merchandising
La Momia al igual que otros personajes de Titanes en el Ring, contó con gran cantidad de merchandising como pósteres, naipes y discos con jingles de los luchadores. En 1973 Martín Karadagián firmó un convenio con la marca Felfort para introducir a sus personajes dentro de la línea de miniaturas Jack, que eran pequeños muñecos plásticos que se vendían dentro de un chocolatín.
El 26 de enero de 2018, el artista de muñecos artesanales Chelo Margal, con motivo del cumpleaños de Juan Manuel Figueroa, realizó una obra dedicada al personaje de La Momia.

## Intérpretes oficiales
- Iván Kowalski (de 1964 a 1968)
- Juan Enrique Dos Santos (de 1968 a 1974)
- Juan Manuel Figueroa (de 1974 a 2001)

El personaje de La Momia también aparece en el reinicio de Titanes en el Ring de 2023. Sin embargo se desconoce quién lo interpreta.